# Huổi Hô
Huổi Hô là một dòng suối đổ ra Nậm Dê. Huổi Hô chảy ở huyện Tam Đường tỉnh Lai Châu, Việt Nam .
Sông có chiều dài 11 km và diện tích lưu vực là 26 km² .

## Chỉ dẫn
1. ↑  Trong tiếng Thái-Tày "Nậm" có nghĩa là nước, sông, suối, "huổi" là suối.

- Có lỗi biên tập trong "Danh mục lưu vực sông liên tỉnh" kèm theo Quyết định số 1989/QĐ-TTg [4] là Huổi Hô và Nậm Dê không phải "sông liên tỉnh" mà nằm gọn trong xã Sơn Bình huyện Tam Đường, Lai Châu. Tại xã này sáng ngày 24/4/2014 đã xảy ra vụ "sập cầu treo ở bản Chu Va làm 8 người chết" [5].
- Có lỗi biên tập trong "Danh mục địa danh dân cư... Lai Châu" kèm theo Thông tư số 44/2013/TT-BTNMT [3] đã ghi tên suối là Huổi Hố.